# Acanthoprimnoa pectinata
Acanthoprimnoa pectinata är en korallart som beskrevs av Stephen D. Cairns och Bayer 2004. Acanthoprimnoa pectinata ingår i släktet Acanthoprimnoa och familjen Primnoidae. Inga underarter finns listade i Catalogue of Life.